# Eesti Rahvusringhääling
Eesti Rahvusringhääling (ERR, Estońskie radio i telewizja) – estoński publiczny nadawca radiowo-telewizyjny z siedzibą w Tallinnie. Powstały w dniu 1 czerwca 2007 roku. Obecnie nadawca nadaje trzy kanały telewizyjne i trzy radiowe.

## Kanały telewizyjne
- ETV
- ETV2
- ETV+